# Lacapelle-Ségalar
Lacapelle-Ségalar (okzitanisch La Capèla Segalar) ist eine französische Gemeinde mit 90 Einwohnern (Stand 1. Januar 2022) im Département Tarn in der Region Okzitanien (vor 2016 Midi-Pyrénées). Sie gehört zum Arrondissement Albi und zum Kanton Carmaux-2 Vallée du Cérou.

## Geographie
Lacapelle-Ségalar liegt rund 30 Kilometer nordnordwestlich von Albi. Umgeben wird Lacapelle-Ségalar von den Nachbargemeinden Saint-Martin-Laguépie im Norden und Nordwesten, Laparrouquial im Osten und Südosten, Saint-Marcel-Campes im Süden sowie Bournazel im Westen und Südwesten.

## Bevölkerungsentwicklung
| Jahr                      | 1962 | 1968 | 1975 | 1982 | 1990 | 1999 | 2006 | 2013 |
| Einwohner                 | 154  | 143  | 127  | 107  | 96   | 89   | 99   | 96   |
| Quelle: Cassini und INSEE |      |      |      |      |      |      |      |      |

## Sehenswürdigkeiten
- Kirche Sainte-Cécile